# Allan Lawrence (homme politique)
Pour les articles homonymes, voir Allan Lawrence et Lawrence.
Allan Frederick Lawrence (8 novembre 1925 - 6 septembre 2008) est un homme politique provincial et fédéral de l'Ontario.

## Politique provinciale
Élu député progressiste-conservateur dans la circonscription de Saint-Georges dans le centre-ville de Toronto lors d'une élection partielle en 1958, Lawrence est réélu en 1959, 1963, 1967 et en 1971. À partir de 1968, il fait son entrée au cabinet à titre de ministre des Mines.
En 1971, Lawrence se présenta à la course à la chefferie progressiste-conservatrice (en), mais est défait par Bill Davis par une marge de 44 voix. 
La même année, il devient procureur général de l'Ontario (en), poste qu'il occupe jusqu'à sa démission en 1972.

## Politique fédérale
Lors des élections de 1972, il est élu député progressiste-conservateur dans la circonscription rurale ontarienne de Northumberland—Durham. Réélu en 1974 et dans la circonscription renommée Durham—Northumberland en 1979, 1980 et 1984, il ne se représente par en 1988.
De 1979 à 1980, il servit dans le cabinet de Joe Clark à titre de ministre des Consommateurs et Affaires corporatives et Solliciteur général.